# Phyllanthus niruri
Chancapiedra (Phyllanthus niruri), Phyllanthaceae, (no confundir con la Mimosa pudica) es una planta herbácea pequeña de hasta 50 cm, anual y silvestre de origen americano y que ahora puede encontrarse en muchas regiones del mundo. Es conocida en la medicina tradicional de diversos pueblos tales como Brasil, Perú, el Caribe y la India.

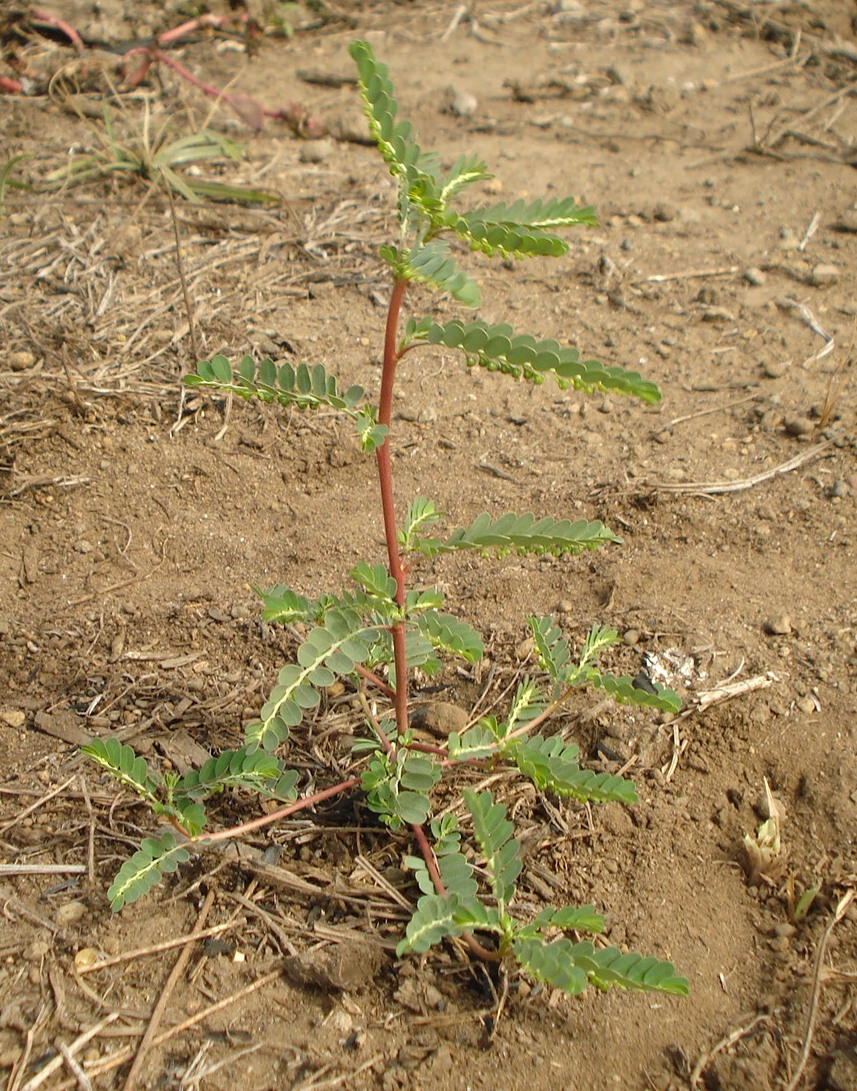
Tallo con hojas

## Descripción
Es un pequeño arbusto que crece a una altura de hasta 50 cm, silvestre, anual y de tallo erguido. Sus hojas son de 7 a 17 mm de largo, alternas, sésiles oblongas; flores pequeñas de color blanquecino-verdoso, solitarias, axilares, apétalas monoicas.
Sus frutos de 2 a 3 mm de diámetro, pequeños en una cápsula comprimida y globosa; raíz larga y poco ramificada; las semillas triangulares y verrucosas.
En el género Phyllanthus, las hojas del tallo principal están reducidas y las de las ramas laterales se disponen opuestas en un plano como si fueran folíolos de una hoja compuesta. Sin embargo, no dejan de ser hojas, y de sus axilas pueden salir flores, ramas o inflorescencias dependiendo de la especie en particular.

## Hábitat y distribución
Crece en la cuenca amazónica, también se cultiva en la India. La Chancapiedra es una planta silvestre que se adapta bien en diferentes suelos y pisos ecológicos hasta los 3000 m s.n.m. y en el Perú es abundante en todas las zonas tropicales. 

## Origen
Es oriunda de los bosques lluviosos del Amazonia de Bolivia, Colombia, Ecuador, Perú, Brasil y Venezuela. Se la encuentra ahora en otras áreas tropicales, incluidas las de Bahamas, India y China.

## Taxonomía
Phyllanthus niruri fue descrita por Carlos Linneo y publicada en Species Plantarum 2: 981–982. 1753.
Variedades
- Phyllanthus niruri subsp. lathyroides (Kunth) G.L.Webster
- Phyllanthus niruri subsp. niruri

Sinonimia
- Diasperus niruri (L.) Kuntze
- Niruris annua Raf.
- Nymphanthus niruri (L.) Lour.
- Phyllanthus lathyroides f. decoratus Standl. & Steyerm.[4][5]

subsp. lathyroides
- Diasperus chlorophaeus (Baill.) Kuntze
- Diasperus lathyroides (Kunth) Kuntze
- Diasperus microphyllus (Mart.) Kuntze
- Diasperus rosellus (Müll.Arg.) Kuntze
- Phyllanthus chlorophaeus Baill.
- Phyllanthus lathyroides Kunth
- Phyllanthus microphyllus Mart.
- Phyllanthus mimosoides Lodd.
- Phyllanthus parvifolius Steud.
- Phyllanthus purpurascens Kunth
- Phyllanthus rosellus (Müll.Arg.) Müll.Arg.
- Phyllanthus williamsii Standl.

subsp. niruri
- Niruris indica Raf.
- Phyllanthus carolinianus Blanco
- Phyllanthus ellipticus Buckley
- Phyllanthus filiformis Pav. ex Baill.
- Phyllanthus humilis Salisb.
- Phyllanthus kirganelia Blanco
- Phyllanthus lathyroides var. commutatus Müll.Arg.
- Phyllanthus moeroris Oken
- Urinaria erecta Medik.

## Importancia económica y cultural

### Uso en la medicina tradicional
Esta planta tiene múltiples usos en la medicina tradicional más conocida por ser utilizada en las afecciones renales de cálculos en los riñones. Se ha utilizado como anti-inflamatorio, aunque es más conocida por su propiedad diurética y para el tratamiento de los cálculos renales (piedras en el riñón). Debido a esta última propiedad se le da el nombre común de "chanca piedra" o "quiebra piedra". También se usa para la Hepatitis B. Al contrario de lo que el nombre popular sugiere, el té de Phyllanthus niruri, o té de Quebra Pedra, no funciona exactamente disolviendo o quebrando los cálculos en el sistema urinario. En un estudio realizado en el departamento de Nefrología de la Universidad Federal de São Paulo (Unifesp) en 69 pacientes durante tres meses, no se encontraron diferencias significativas entre placebos y el uso del té de esta hierba en la cantidad de cálculos miccionados ni en el dolor, aunque sí en la cantidad de calcio. Se sugieren mayores estudios para averiguar si los efectos que popularmente se le asignan a esta hierba se cumplen.Urological Research (Octubre de 2004). «Phyllanthus niruri normalizes elevated urinary calcium levels in calcium stone forming (CSF) patients» (en inglés). Consultado el 19 de agosto de 2014. «In this short-term follow-up, no significant differences in calculi voiding and/or pain relief between the groups taking P. niruri or the placebo were detected. (En este corto plazo de seguimiento, no se detectaron diferencias significativas en la micción cálculos y/o alivio del dolor entre los grupos que tomaban P. niruri o el placebo.)».

### Principios activos
Entre sus componentes encontramos:
- Lignanos (filantina, filnirurina, hidroxinirantina, lintetralina, filtetralina, hipofilantina, isolintetralina, nirantina, nirurinetina, filtetrina, hidroxilignanos, kinokinina, nirtetralina, nirfilina, isolaricilesinoltrimetiléter, seco-4-hidroxilintetralina).En su hábitat
- Terpenos (cimeno, limoneno).

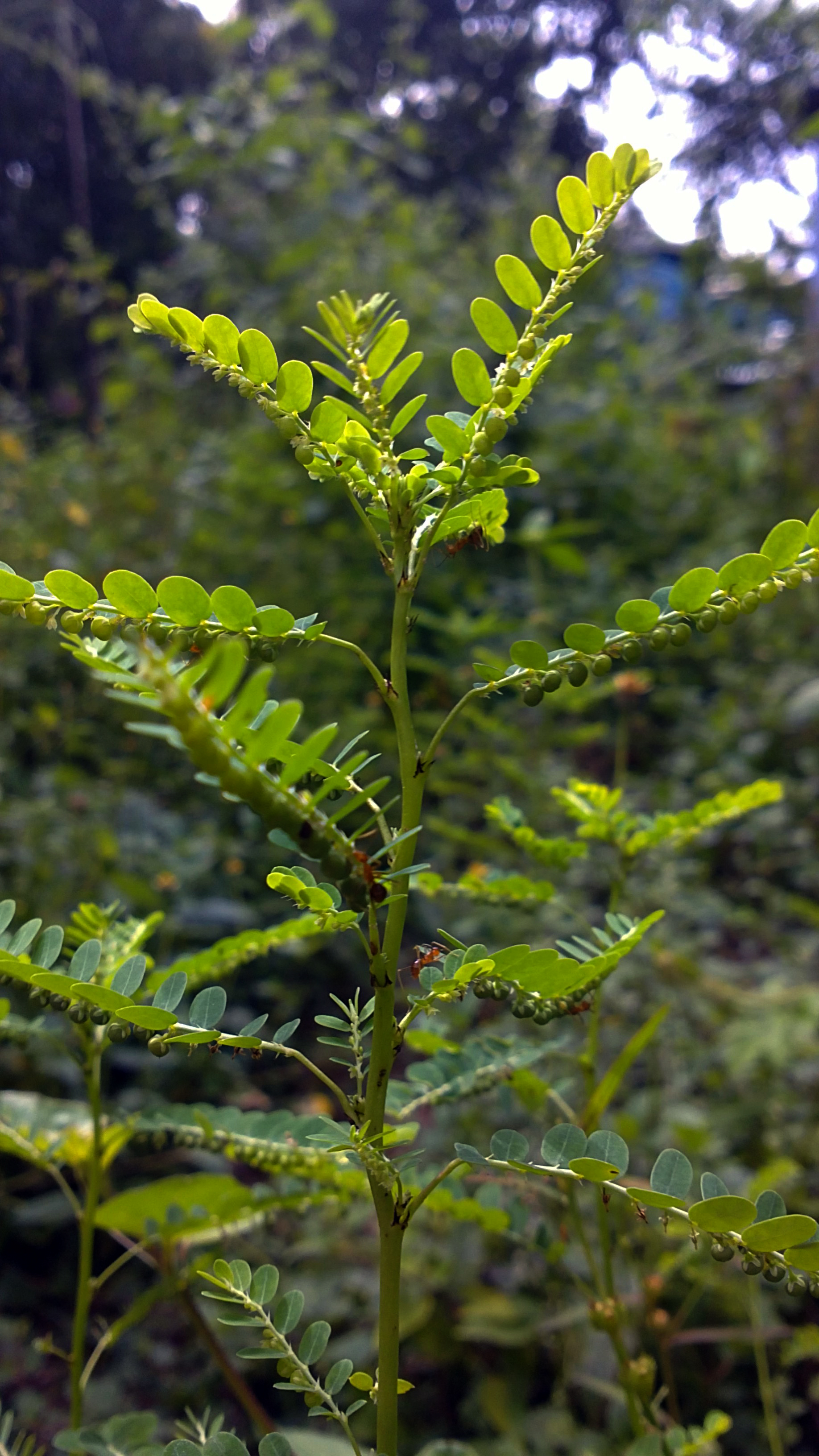
En su hábitat

- Triterpenos (lupeol acetato, lupeol).
- Flavonoides (astragalina, quercetina, quercitrina, isoquercitrina, nirutinetina, nirurinetina, kaempferol-4-0-a-L-rhamnósido, eriodictol-7-a-L-rhamnósido, phyllanthus FG-1, phyllanthus FG-2, fisetinglucósido, isoquercetina, rutina, nirurin, fisetina-41-0-b-D-glucósido).
- Lípidos (ácido ricinoleico, ácido linoleico, ácido dotriancontanoico, ácido linolénico).
- Benzenoides (filester, metilsalicilato, 4-metoxi-norsecurinina).
- Esteroides (beta-sitosterol, estradiol, 24-isopropil-colesterol).
- Alcanos (triacontan-1-ol, triacontan-1-al).
- Alcaloides (filantina, nirurina).
- Alcaloides pirrolizidínicos (norsecurinina, 4-metoxi-norsecurinina, nor-ent-securinina).
- Alcaloides indolizidínicos (nirurina, filantina, filocrisina).
- Salicilato de metilo.
- Taninos.
- Vitamina C.

## Nombres comunes
- Parapara'i (Paraguay),[6]

Barbasquillo (Colombia), chancapiedra (Ecuador, Perú), quiebra piedra (Uruguay, El Salvador), quebra pedra (Brasil), rompepiedra (Argentina), viernes santo (Colombia), arranca-pedras, yerba de San Pablo, flores escondidas, huevito escondido (Venezuela), Piedra Escondida (Nicaragua)